# Márta Egervári
Márta Egervári, née le 4 août 1956 à Budapest, est une gymnaste artistique hongroise.

## Palmarès

### Jeux olympiques
- Montréal 1976
  -  médaille de bronze aux barres asymétriques

### Championnats du monde
- Varna 1974
  -  médaille de bronze au concours par équipes